# ألبرتا ادامز
ألبرتا ادامز (بالإنجليزية: Alberta Adams)‏ (26 يوليو 1917 - 25 ديسمبر 2014) ، مغنية بلوز ديترويت، بلوز القفز، شيكاغو بلوز أمريكية ، نشأت في ديترويت وبدأت الغناء سنة 1930 .

## روابط خارجية
- ألبرتا ادامز على موقع ميوزك برينز (الإنجليزية)
- ألبرتا ادامز على موقع أول ميوزيك (الإنجليزية)
- ألبرتا ادامز على موقع ديسكوغز (الإنجليزية)